# Evacanthus interruptus
Evacanthus interruptus is een dwergcicade behorend tot de Cicadellidae. De insecten zijn afwisselend geel en zwart getekend, waarbij de donkere tekening soms helemaal afwezig is. Ze zijn vaak zeer talrijk en opvallend in natte weilanden. Ze worden veel aangetroffen in graslanden en struikgewas. Imago's komen voor van juni tot oktober.

## Kenmerken
Evacanthus interruptuszijn goud tot oranje goud gekleurd, met variabele donkere markeringen die soms afwezig zijn. De donkere markeringen verschijnen vaak in de vorm van donkere longitudinale banden op de voorvleugels, die op het achterlijf doorgaan in vormen met korte vleugels. Sommige dieren glanzen min of meer. Ze bereiken lichaamslengtes tussen 5 en 7 millimeter, waarbij de vrouwtjes aanzienlijk groter zijn dan de mannetjes. Ze zijn langvleugelig (macropteer), deels ook kortvleugelig (Brachypteer); terwijl de buik slechts gedeeltelijk wordt bedekt door de voorvleugels. De antennes zijn kort en bestaan uit twee sterke basisleden en een dun flagellum.

## Levenswijze
De dieren voeden zich met plantensap, dat ze inslikken met hun speciaal geconstrueerde, zuigende monddelen. Ze zijn polyfaag, wat wil zeggen dat ze verschillende, maar vooral grote plantensoorten als voedsel gebruiken. Ze gebruiken het xyleemsap dat in de plant opstijgt, bij voorkeur uit de composietenfamilie (Asteraceae) zoals Eupatorium, distel (Cirsium), groot hoefblad (Petasites) of kruiskruid (Senecio). Ze zuigen ook brandnetels (Urtica), dovenetels (Lamium) en wilgenroosje (Epilobium).
Evacanthus interruptus zijn hemimetabolisch, de ontwikkeling van de larven is direct. In principe hebben zij en de volwassen dieren dezelfde lichaamsstructuur. Met toenemende leeftijd vormen en vergroten de beginselen voor de vleugels en de genitalen. De dieren doorlopen vijf larvale stadia. In Midden-Europa vormen ze één generatie per jaar (univoltien) en overwinteren ze in het eierstadium. Volwassen dieren verschijnen vanaf half juni in Midden-Europa, ze zijn rond half oktober te vinden.

## Verspreiding
Evacanthus interruptus heeft een palearctische verspreiding, hij komt voor van Europa tot Siberië, van het zuiden tot Noord-Afrika. Hij leeft voornamelijk op vochtige en voedselrijke weiden (kooldistelweiden), maar ook op bergweiden in de Alpen tot op een hoogte van meer dan 2000 m. Het is ook te vinden in broekbos, af en toe op kalksteenhellingen.